# Emily Rosa
Pour les articles homonymes, voir Rosa.
Emily Rosa, née le 6 février 1987 à Loveland dans le Colorado (États-Unis), est une psychologue américaine. Elle est devenue à l'âge de 11 ans la plus jeune personne à avoir publié dans la revue de médecine Journal of the American Medical Association, un périodique scientifique à comité de lecture et à fort facteur d'impact.
En 1996 dans le cadre d'un travail scolaire, Emily Rosa, alors âgée de 9 ans, conduit une étude mettant en cause la validité du toucher thérapeutique sans contact. Les vingt-et-un praticiens ne sont pas parvenus à détecter le champ énergétique de la main d'Emily Rosa, un concept également nommé aura.
Emily Rosa est diplômée de l'université du Colorado à Denver en 2009, avec une spécialisation en psychologie. Sa mère, Linda Rosa et son beau-père, Larry Sarner, sont les dirigeants du groupe de défense des droits des enfants en thérapie Advocates for Children in Therapy (en) et des militants anti-toucher thérapeutique.

## Contexte de l'étude
L'entourage familial d'Emily Rosa est composé de militants anti-toucher thérapeutique, notamment sa mère, Linda Rosa, une infirmière diplômée qui a fait campagne contre cette médecine parallèle pendant près d'une décennie.
En 1996, Emily Rosa visionne une vidéo de praticiens du toucher thérapeutique affirmant qu'ils peuvent sentir un champ d'énergie émanant d'un corps humain et qu'ils peuvent utiliser leurs mains pour le manipuler afin de diagnostiquer et de traiter des maladies. Elle apprend que Dolores Krieger, la co-inventrice du toucher thérapeutique, affirme que tout le monde présente la capacité de ressentir le champ énergétique et que, pour certaines infirmières, il est « chaud comme de la gelée » et « tactile comme du caramel ». Impressionnée par la certitude de ces infirmières en leurs capacités, elle souhaite savoir si ces dernières peuvent vraiment ressentir quelque chose.
Alors en grade 4, soit la quatrième année de l'enseignement primaire, Emily Rosa doit présenter un exposé pendant une exposcience organisée par son école. Elle conçoit une expérience visant à vérifier la capacité d'une personne à détecter le champ énergétique d'une autre personne et à lui présenter ses résultats. Les recherches préalables à l’expérience (recensement de la littérature sur le sujet, recrutement de praticiens du toucher thérapeutique acceptant de se prêter à l’expérience) sont menées par la mère et le beau-père d’Emily. Ceux-ci participent également à la rédaction de l’article, ainsi que le psychiatre Stephen Barrett (en), fondateur du Conseil national contre la fraude dans le domaine de la santé (en), une organisation anti-toucher thérapeutique.

## Protocole expérimental et résultats
Le protocole expérimental en simple aveugle d'Emily Rosa consiste à mettre des praticiens ayant entre un an et vingt-sept ans d'expérience devant un paravent muni de deux ouvertures dans lesquelles ils tendent leurs mains. De l'autre côté du panneau, Emily Rosa positionne sa main droite ou sa main gauche au-dessus de celle du praticien suivant un tirage au sort à pile ou face. À la suite de la demande d'un autre expérimentateur, le praticien doit alors déterminer en aveugle laquelle de ses mains est la plus proche de celle d'Emily Rosa. Chaque personne doit répéter dix fois l'opération. Si le principe du toucher thérapeutique est valide, le praticien doit localiser la main d'Emily Rosa dans 100 % des cas. En dessous de 50 %, son principe est considéré comme invalidé car simplement lié à la chance. 
Il y a deux séries de tests. En 1996, quinze praticiens sont testés à leur domicile ou à leur bureau à des jours différents sur une période de plusieurs mois. En 1997, treize praticiens, dont sept de la première série, sont testés en un seul jour.
Le résultat final de l'étude est de 44 %, c'est-à-dire que les praticiens ont eu juste 4,4 fois en moyenne, ce qui correspond statistiquement au score d'une personne qui aurait fait ses choix au hasard. De plus, avant le test, quelques praticiens doivent examiner les mains d'Emily Rosa et choisir celle qui, selon eux, produit le champ énergétique le plus fort. Emily Rosa a alors utilisé cette main pendant l'expérience, mais ces personnes n'ont pas obtenu de meilleurs résultats. Les conclusions de cette expérience démontrent que le toucher thérapeutique ne présente pas de base empirique solide et que ses prétentions thérapeutiques sont sans fondements et injustifiées.

## Publication
Les résultats de cette expérience font l'objet d'un article scientifique publié le 1er avril 1998 dans le Journal of the American Medical Association. L'article se base uniquement sur les résultats obtenus par Emily Rosa. Il comprend également une recherche documentaire approfondie sur le sujet. Ses principaux auteurs sont Linda Rosa, la mère d'Emily Rosa, et Larry Sarner, le beau-père d'Emily, en tant que statisticien. À ces deux personnes s'ajoute le psychiatre Stephen Barrett.

## Validité scientifique
Une étude montre que des résultats supérieurs au hasard peuvent simplement être dus à la captation de la chaleur corporelle de la main de l'investigateur par la main du praticien, puisque placer un obstacle à cette chaleur aboutit à des résultats similaires au hasard. Quelques articles de presse reprochent le scepticisme à l'égard des médecines non conventionnelles de la part de la famille d'Emily Rosa, qui aurait selon eux biaisé inconsciemment le choix des personnes interrogées et leurs réponses, ce qui invaliderait l'étude,.
En 2008, aucune expérience ultérieure n'avait été mise en place pour infirmer ou confirmer les conclusions de cette étude.

## Postérité
La publication de l'expérience d'Emily Rosa fait sensation dans les médias internationaux. Dans un article du New York Times, Emily Rosa est comparée à l'enfant du conte d'Andersen Les Habits neufs de l'empereur qui déclare traditionnellement : « le roi est nu ». 
À la suite de cette étude prouvant l'inefficacité de sa thérapie, la co-inventrice du toucher thérapeutique, Dolores Krieger, est décriée par la communauté scientifique à travers l'obtention d'un prix Ig-Nobel en 1998. Lors de la cérémonie de remise de ce prix sarcastique, Emily Rosa est présente et reçoit les honneurs sincères des participants.
La deuxième série de test de 1997 est filmée et fait l'objet d'un épisode de la série télévisée Scientific American Frontiers (en). Emily Rosa apparaît également dans l'émission télévisée Bullshit! de juin 2008, présentée par les illusionnistes et sceptiques Penn et Teller.